# Río Cisnes
Der Río Cisnes (spanisch für „Schwanenfluss“) ist ein Fluss im Süden Chiles.

## Geografie
Er entspringt östlich der Anden in der Steppe Westpatagoniens, an der kontinentalen Wasserscheide die dort die Grenze zwischen Chile und Argentinien markiert. Er fließt in westlicher Richtung durch das Gebirge bis zur Mündung in den Puyuhuapi-Fjord bei Puerto Cisnes. Sein Einzugsgebiet ist ein relativ schmaler Streifen zwischen 44°25' und 45°00' südlicher Breite, mit einer Ausdehnung von 5464 km² die zu 58 % bewaldet sind.

## Frühe Besiedlung

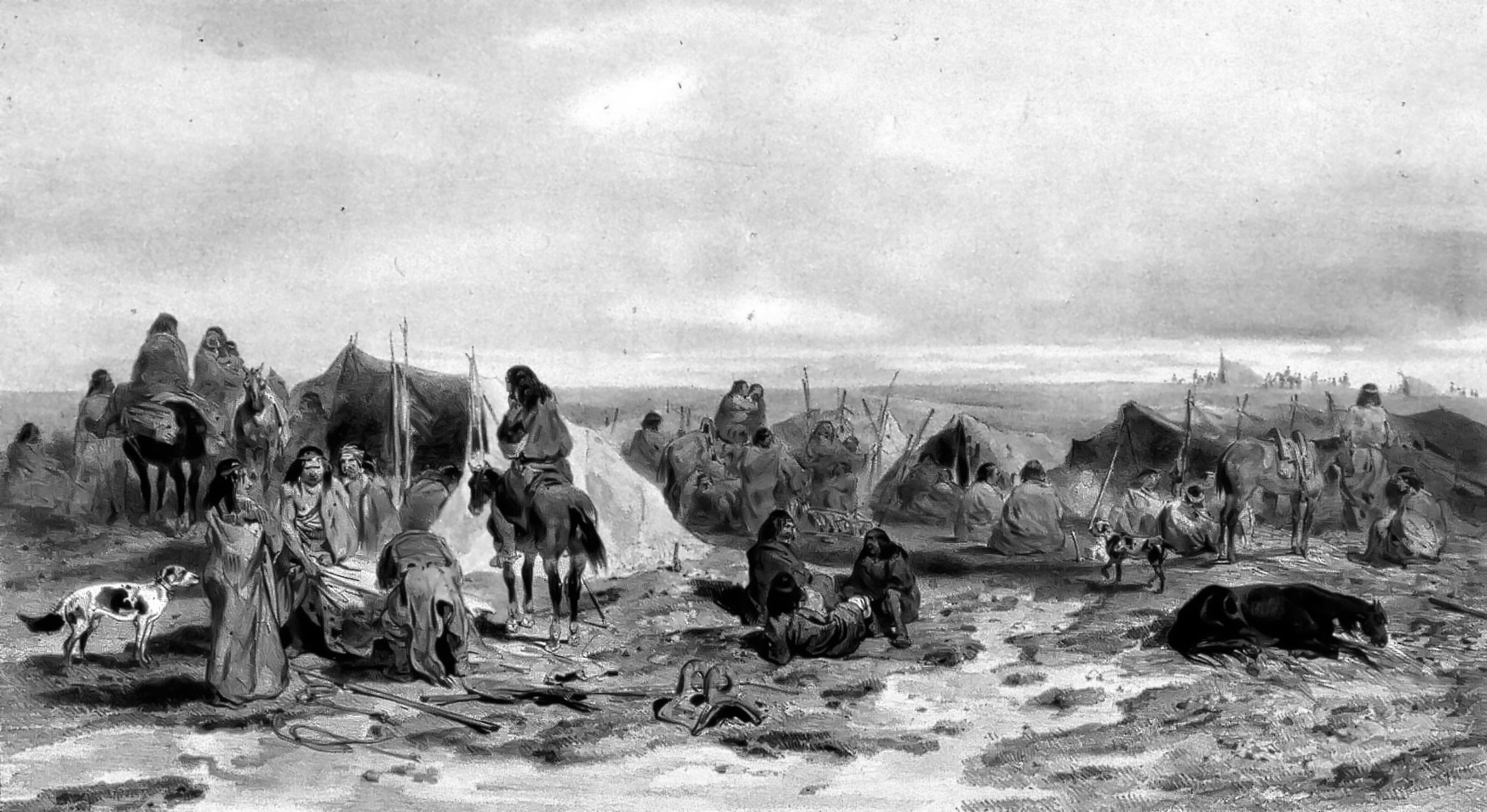
Tehuelche-Lager
(Zeichnung von 1842)

In der Strauchsteppe am Cerro Chueco, am Oberlauf des Río Cisnes, fanden Archäologen 11.400 Jahre alte Spuren menschlicher Besiedlung. Südlich davon wurde ein Lager der Tehuelche-Nomaden gefunden. Steine und Keramik der Ureinwohner wurden auf die Jahre 660 und 1210 nach Christus datiert. Es wird angenommen, dass dieses Lager bis Ende des 19. Jahrhunderts immer wieder genutzt wurde, bis es zwischen 1880 und 1920 von Kolonisten eingenommen wurde, die dort Flaschen-, Konservendosen- und Munitionsreste hinterließen.

## Entdeckung
Im Südsommer 1766/67 entdeckte der Jesuitenpater José García Alsué während einer viermonatigen Missionsreise durch die westpatagonischen Inseln die Mündung des Río Cisnes und trug seine Beobachtung in eine Karte ein. 1873 gelang erstmals einer Hydrographischen Kommission unter der Leitung von Enrique Simpson Baeza (Konteradmiral der chilenischen Marine) die genaue Kartographierung des Puyuhuapi-Fjords und bei dieser Gelegenheit erhielt der Fluss den Namen Río Cisnes (‚Schwanenfluss‘), weil dort Schwäne gesichtet wurden.

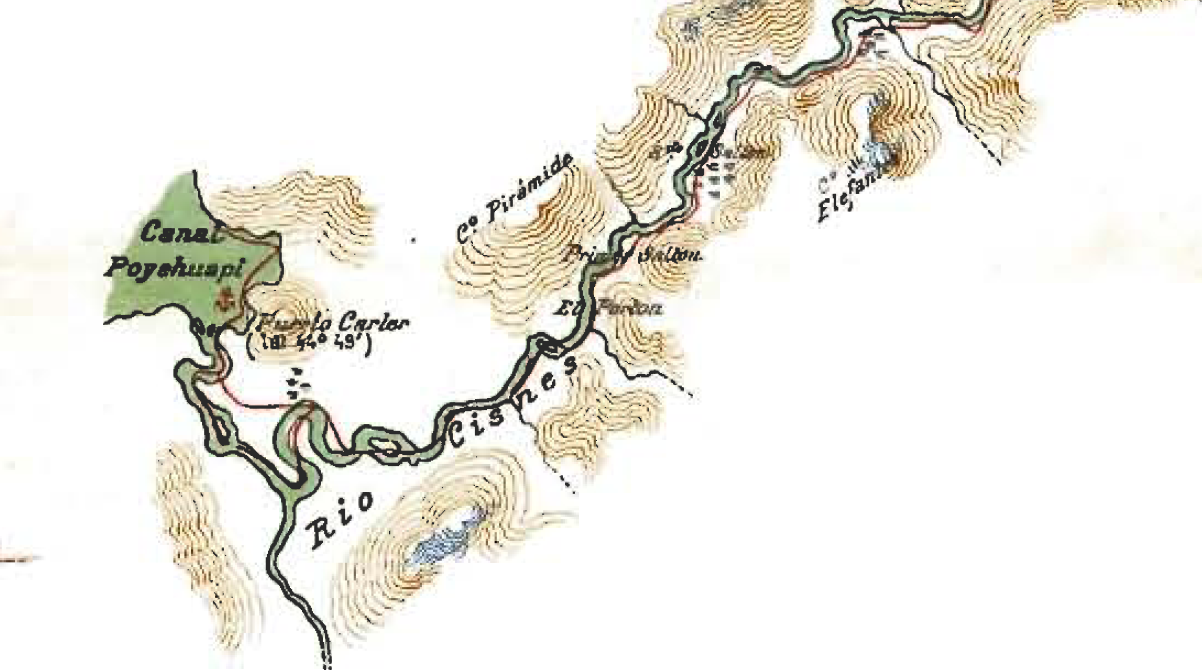
Río Cisnes 1898.
Croquis von Hans Steffen

Die erste systematische Erforschung erfolgte im Auftrag der chilenischen Regierung im Sommer 1897/98 durch den deutschen Geographen Hans Steffen im Rahmen einer Expedition deren Ziel es war die kontinentale Wasserscheide zu finden, zwecks Festlegung der Grenze zwischen Chile und Argentinien. Mit dabei waren auch Carlos Sands, ein Technischer Zeichner, für Vermessungsarbeiten und Robert Krautmacher († 1937), ein Lehrer der Deutschen Schule in Puerto Montt, als Naturforscher. Als sie die Mündung erreichten sahen sie Schwärme von Schwänen auf dem dort 250 Meter breiten Fluss.

## Kolonisierung
Archäologische Forschungen belegen, dass seit etwa 1880 Kolonisten in die Region am Oberlauf des Río Cisnes gelangten. 1906 wurde dort die Estancia Río Cisnes eingerichtet.
Etwa um 1940 begann die Besiedlung von Puerto Cisnes (‚Schwanenhafen‘) durch Fischer und Holzfäller von Chiloé, Landarbeiter von den Haciendas am Río Cisnes und Zuwanderern aus Argentinien. Die erste Siedlung lag unmittelbar an der Mündung des Río Cisnes. Sie wurde später wegen häufigen Überschwemmungen aufgegeben und weiter nördlich verlegt, wo sich das heutige Puerto Cisnes befindet.